# Saint-Martin-de-Mâcon
Saint-Martin-de-Mâcon is een gemeente in het Franse departement Deux-Sèvres (regio Nouvelle-Aquitaine) en telt 332 inwoners (1999). De plaats maakt deel uit van het arrondissement Bressuire.

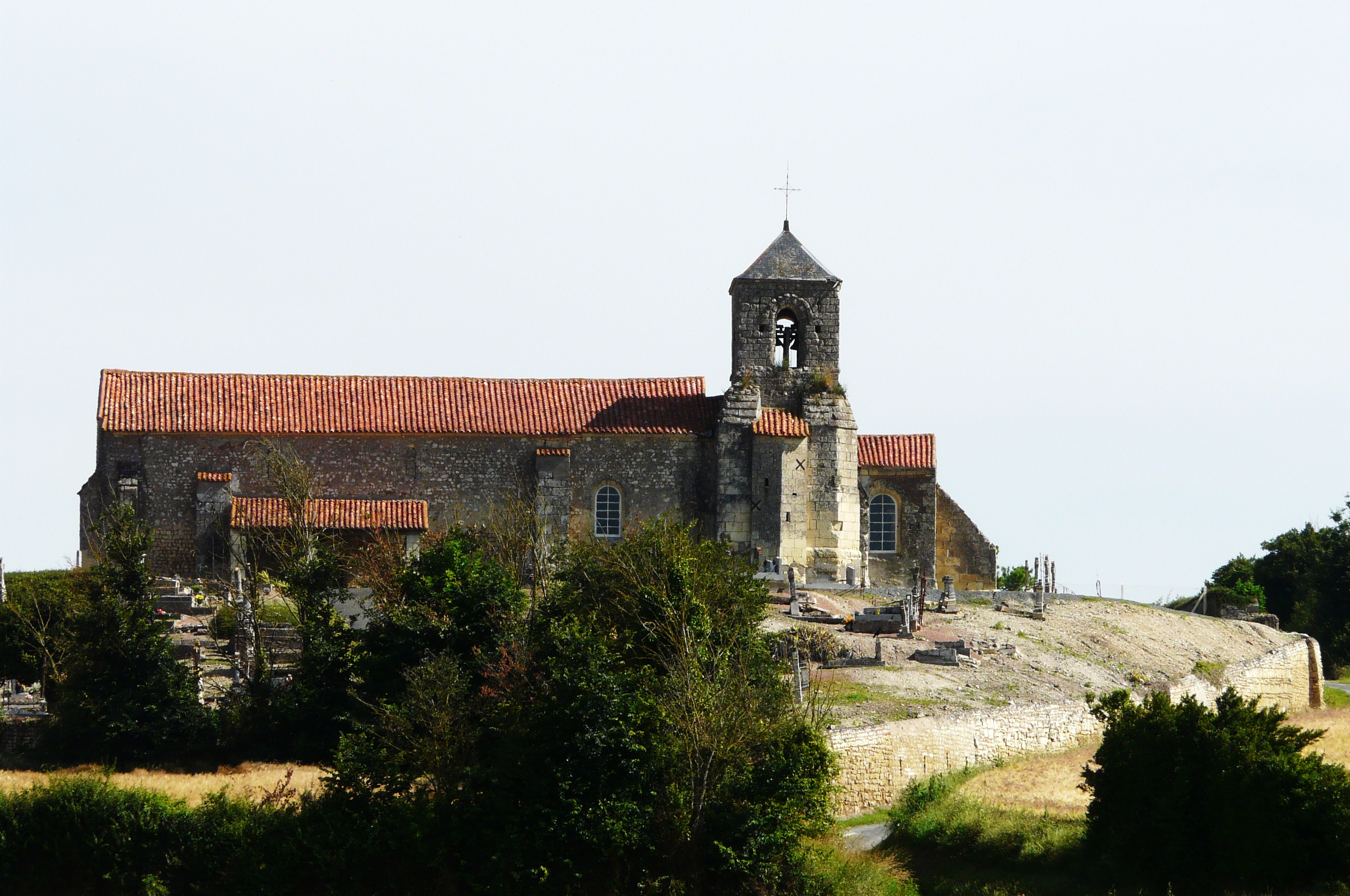
kerk van Saint-Martin-de-Mâcon
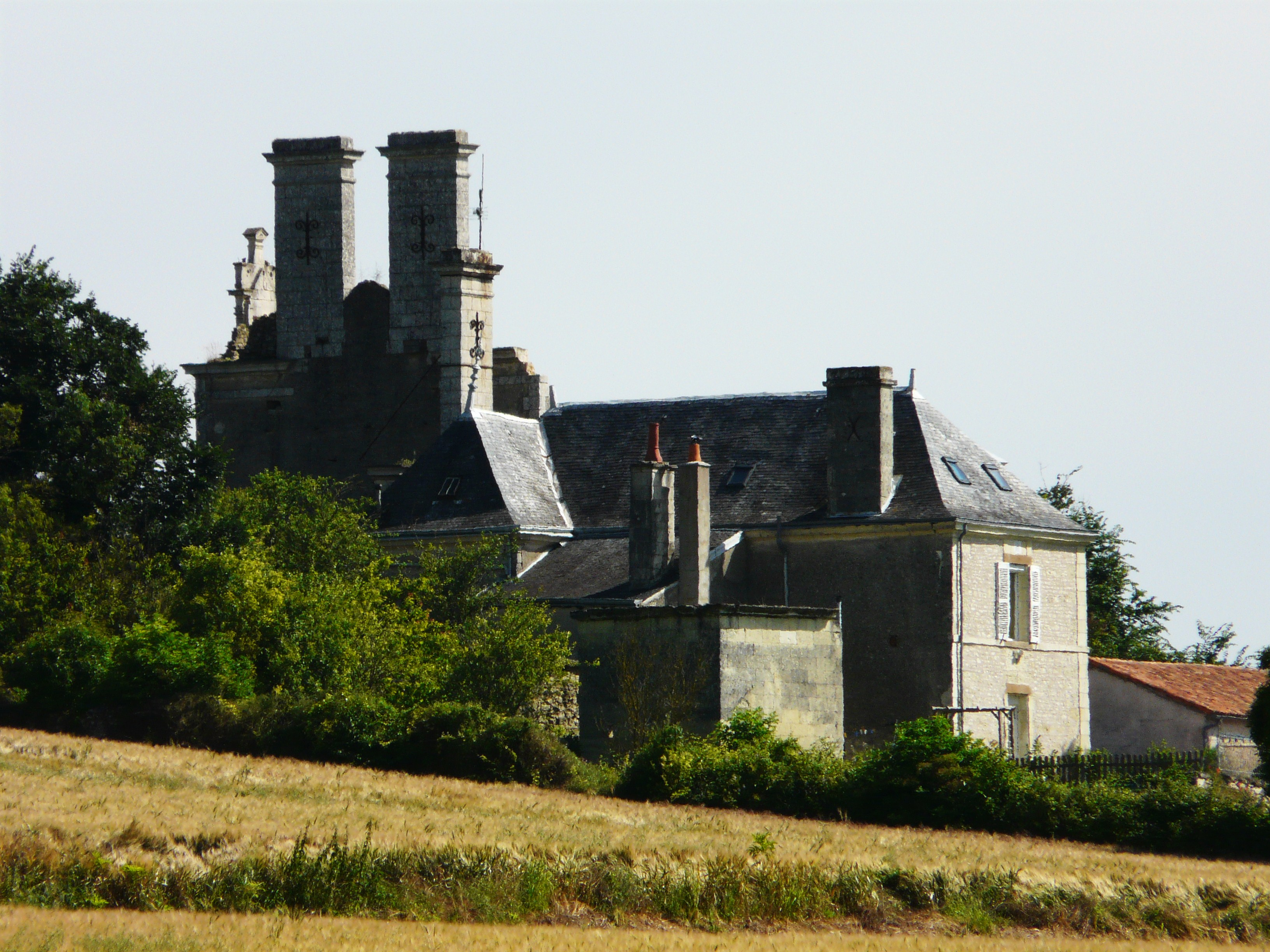
Petit Puy

## Geografie
De oppervlakte van Saint-Martin-de-Mâcon bedraagt 12,4 km², de bevolkingsdichtheid is 26,8 inwoners per km².
De onderstaande kaart toont de ligging van Saint-Martin-de-Mâcon met de belangrijkste infrastructuur en aangrenzende gemeenten.

## Demografie
Onderstaande figuur toont het verloop van het inwonertal (bron: INSEE-tellingen).